# 松岡敬
松岡 敬（まつおか たかし、1955年 - ）は、日本の工学者。第33代同志社大学学長。第25代同志社校友会会長。

## 人物・経歴
奈良県生まれ。1979年同志社大学工学部機械工学科卒業。1981年同志社大学大学院工学研究科機械工学専攻博士課程（前期課程）修了。1984年同志社大学大学院工学研究科機械工学専攻博士課程（後期課程）単位取得退学、近畿大学工学部助手。1987年近畿大学工学部専任講師、工学博士（同志社大学）。1991年近畿大学工学部助教授。1993年同志社大学工学部助教授。1996年サリー大学材料工学科客員研究員。1998年同志社大学工学部教授。2003年日本材料学会理事。2004年日本繊維機械学会賞技術賞受賞。2006年同志社大学工学部長。2008年同志社大学理工学部長。同年日本トライボロジー学会論文賞受賞。2010年同志社大学副学長。2015年同志社大学評議員。2016年同志社大学学長。2021年同志社校友会会長。